# Porto das Cinco Ribeiras

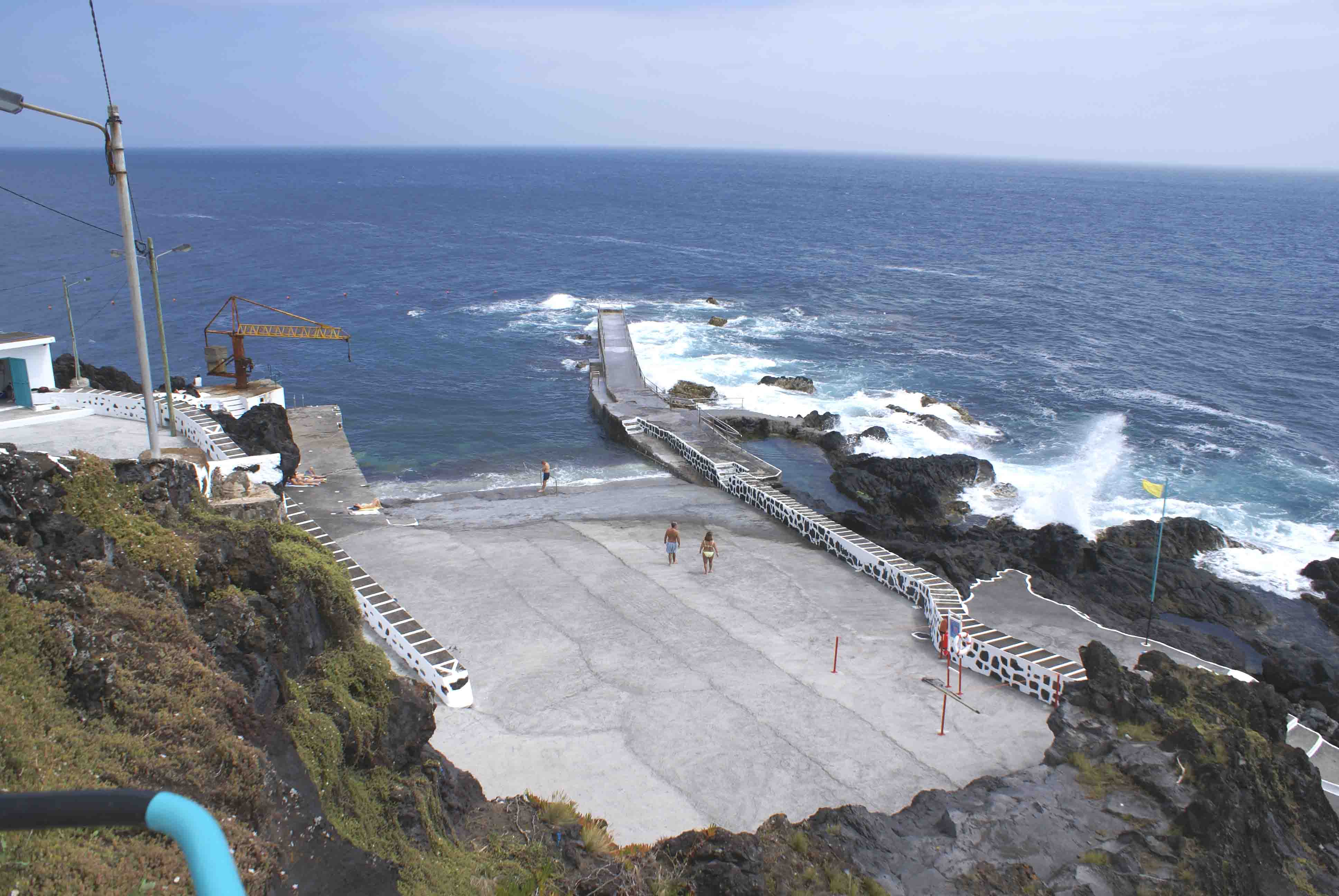
Porto das Cinco Ribeiras, ilha Terceira, Açores.

O Porto das Cinco Ribeiras é uma zona balnear e porto de pesca português localizado na costa Sudoeste da ilha Terceira, na freguesia das Cinco Ribeiras, concelho de Angra do Heroísmo, ilha Terceira, Açores.
Trata-se de uma zona balnear costeira cuja formação geológica fica enquadrada já nos inícios do Vulcão da Serra de Santa Bárbara, caracteriza-se por se localizar numa costa de arribas bastante altas formadas por ecoadas ora lavicas ora de Piroclásticos em diferentes camadas geológicas dando origem a uma perfeita estratificação das camadas do substrato rochoso.
Possui uma zona de banhos constituída pelo porto e por piscinas naturais formadas pelas rochas vulcânicas associada a um parque de campismo.
Junto a este porto existem os restos do Forte das Cinco Ribeiras e a Ermida de Nossa Senhora de Lurdes.